# Oireachtas
Oireachtas ponekad nazivan i Oireachtas Éireann je "nacionalni parlament"  ili zakonodavstvo Irske. Oireachtas se sastoji od:
- Predsjednika Irske
- Dva doma Oireachtasa (irski: Tithe an Oireachtais):
  - Dáil Éireann (donji dom, Zastupnički dom)
  - Seanad Éireann (gornji dom, Senat)

Oireachtas ima sjedište u Leinster House u Dublinu, palači iz 18. soljeća. Dáil Éireann je najmoćnija grana Oireachtas jer ga za razliku od Seanad Éireann kojeg biraju zastupnici, Dáil Éireann biraju izravno građani na izborima. Oireachtas se sastoji 226 mandata od čega Dáil Éireann čini 166, a Seanad Éireann 60 mandata. Prvenstvo u zakonodavnoj proceduri ima Zastupnički dom Dáil Éireann dok Senat Seanad Éireann može izraziti svoje prijedloge amandmana i nema pravo veta na prijedloge zakona. U svezi s financijskim propisima i proračunom Senat može dati samo preporuke. 

## Vanjske poveznice
- Službena stranica